# Пенджи
Пенджи — село Табасаранского района Дагестана. Входит в Хели-Пенджинский сельсовет.

## История
До 1930-х годов учитывалось в месте с селом Хели, как единый населенный пункт село Хели-Пенджи.

## Население
| 1939 | 1970 | 1989 | 2002 | 2010 | 2021 |
| ---- | ---- | ---- | ---- | ---- | ---- |
| 225  | ↘198 | ↗248 | ↗303 | ↗314 | ↗352 |

Моноэтничное азербайджанское село.